# II liga 2019-2020
La II liga 2019-2020 è stata l'12ª edizione della terza serie del campionato polacco di calcio, dal momento in cui ha assunto tale nominazione. Il torneo è iniziato il 27 luglio 2019 ed è terminato il 25 luglio 2020, a causa della Pandemia di COVID-19. Il Górnik Łęczna si è laureato campione, venendo promosso assieme a Widzew Łódź e Resovia Rzeszów.

## Club Partecipanti
| Club                          | Piazzamento nel 2018-19               | in II liga dal |
| ----------------------------- | ------------------------------------- | -------------- |
| Błękitni Stargard Szczeciński | 12°                                   | 2013-14        |
| Bytovia Bytów                 | 16° in I liga (retrocesso)            | 2019-20        |
| Elana Toruń                   | 4°                                    | 2018-19        |
| Garbarnia Kraków              | 18° in I liga (retrocesso)            | 2019-20        |
| GKS Katowice                  | 17° in I liga (retrocesso)            | 2019-20        |
| Górnik Łęczna                 | 9°                                    | 2018-19        |
| Gornik Polkowice              | 1° in III liga, gruppo III (promosso) | 2019-20        |
| Gryf Wejherowo                | 14°                                   | 2014-15        |
| Lech Poznan II                | 1° in III liga, gruppo II (promosso)  | 2019-20        |
| Legionovia Legionowo          | 1° in III liga, gruppo I (promosso)   | 2019-20        |
| Olimpia Elbląg                | 13°                                   | 2018-19        |
| Pogon Siedlce                 | 6°                                    | 2015-16        |
| Resovia Rzeszów               | 10°                                   | 2016-17        |
| Skra Czestochowa              | 11°                                   | 2018-19        |
| Stal Rzeszow                  | 1° in III liga, gruppo IV (promosso)  | 2019-20        |
| Stal Stalowa Wola             | 7°                                    | 2010-11        |
| Widzew Łódź                   | 5°                                    | 2018-19        |
| Znicz Pruszków                | 8°                                    | 2017-18        |

## Classifica finale
|  | Pos. | Squadra              | Pt  | G  | V  | N  | P  | GF | GS | DR  |
|  | ---- | -------------------- | --- | -- | -- | -- | -- | -- | -- | --- |
|  | 1.   | Górnik Łęczna        | 63' | 34 | 18 | 9  | 7  | 47 | 37 | +10 |
|  | 2.   | Widzew Łódź          | 59  | 34 | 17 | 8  | 9  | 65 | 37 | +28 |
|  | 3.   | ' GKS Katowice       | 59  | 34 | 17 | 8  | 9  | 57 | 40 | +17 |
|  | 4.   | Bytovia Bytów        | 52  | 34 | 14 | 10 | 10 | 50 | 48 | +2  |
|  | 5.   | Resovia Rzeszów      | 52  | 34 | 13 | 13 | 8  | 50 | 32 | +18 |
|  | 6.   | Stal Rzeszów         | 51  | 34 | 15 | 6  | 13 | 55 | 44 | +11 |
|  | 7.   | Garbarnia Cracovia   | 50  | 34 | 14 | 8  | 12 | 46 | 40 | +6  |
|  | 8.   | Olimpia Elbląg       | 50  | 34 | 13 | 11 | 10 | 46 | 38 | +8  |
|  | 9.   | Znicz Pruszków       | 49  | 34 | 15 | 4  | 15 | 49 | 52 | -3  |
|  | 10.  | Pogoń Siedlce        | 49  | 34 | 15 | 4  | 15 | 54 | 53 | +1  |
|  | 11.  | Górnik Polkowice     | 48  | 34 | 13 | 9  | 12 | 60 | 47 | +13 |
|  | 12.  | Błękitni Stargard    | 47  | 34 | 14 | 5  | 15 | 54 | 53 | +1  |
|  | 13.  | Lech Poznań II       | 47  | 34 | 12 | 11 | 11 | 49 | 47 | +2  |
|  | 14.  | Skra Częstochowa     | 47  | 34 | 13 | 8  | 13 | 37 | 44 | -7  |
|  | 15.  | Stal Stalowa Wola    | 46  | 34 | 13 | 7  | 14 | 45 | 49 | -4  |
|  | 16.  | Elana Toruń          | 41  | 34 | 11 | 8  | 15 | 50 | 54 | -4  |
|  | 17.  | Legionovia Legionowo | 24  | 34 | 6  | 6  | 22 | 33 | 64 | -31 |
|  | 18.  | Gryf Wejherowo       | 16  | 34 | 3  | 5  | 26 | 23 | 91 | -68 |

Legenda:

      Promosse in I liga 2020-2021

  Ammesse ai play-off.

      Retrocesse in III liga 2020-2021

Tre punti a vittoria, uno a pareggio, zero a sconfitta.
La classifica viene stilata secondo i seguenti criteri:
- Punti conquistati
- Punti conquistati negli scontri diretti
- Differenza reti negli scontri diretti
- Reti realizzate negli scontri diretti
- Goal fuori casa negli scontri diretti (solo tra due squadre)
- Differenza reti generale
- Reti totali realizzate
- Fair-play ranking

## Spareggi

### Play-off

#### Semifinali
|               | Risultati        |                 | Luogo e data             |
| ------------- | ---------------- | --------------- | ------------------------ |
| GKS Katowice  | 0-2              | Stal Rzeszów    | Katowice, 28 luglio 2020 |
|               |                  |                 |                          |
| Bytovia Bytów | 1-1 (6-7 d.c.r.) | Resovia Rzeszów | Bytów, 28 luglio 2020    |
|               |                  |                 |                          |

#### Finali
|                 | Risultati        |              | Luogo e data            |
| --------------- | ---------------- | ------------ | ----------------------- |
| Resovia Rzeszów | 0-0 (7-6 d.c.r.) | Stal Rzeszów | Rzeszów, 31 luglio 2020 |
|                 |                  |              |                         |